# Municipio de Beaver (condado de Clarion)
El municipio de Beaver (en inglés: Beaver Township) es un municipio ubicado en el condado de Clarion en el estado estadounidense de Pensilvania. En el año 2000 tenía una población de 1.753 habitantes y una densidad poblacional de 20.1 personas por km².

## Geografía
El municipio de Beaver se encuentra ubicado en las coordenadas 41°11′50″N 79°31′56″O / 41.19722, -79.53222.

## Demografía
Según la Oficina del Censo en 2000 los ingresos medios por hogar en la localidad eran de $34,292 y los ingresos medios por familia eran de $38,466. Los hombres tenían unos ingresos medios de $31,406 frente a los $19,250 para las mujeres. La renta per cápita de la localidad era de $16,189. Alrededor del 11,3% de la población estaba por debajo del umbral de pobreza.